# マルク・フラド
マルク・フラド・ゴメス (Marc Jurado Gómez, 2004年4月13日 - ) は、スペイン・カタルーニャ州バルセロナ県サバデイ出身のプロサッカー選手。セグンダ・ディビシオン・RCDエスパニョール所属。ポジションはDF。

## クラブ経歴
7歳の時にFCバルセロナの育成組織である｢ラ・マシア｣に入所。早くから頭角を表し、2020年にはトップチーム昇格の可能性が浮上するも、フラド側はプロ契約締結を拒否。その為にマンチェスター・ユナイテッドFC行きが取り沙汰された。その後ユナイテッド入りし、2021年4月にプロ契約を締結。以降はリザーブリーグで出場を重ねるも、トップチームデビューまでには至らなかった。
2023年9月1日、RCDエスパニョールと3年契約を結んだ。